# Chris Pratt
Christopher Michael Pratt (Virginia, Minnesota, 21 de junio de 1979), conocido simplemente como Chris Pratt, es un actor, actor de voz y productor estadounidense. Aunque nació en Virginia, creció en la ciudad de Lake Stevens (Washington) y tras terminar la secundaria en 1997, abandonó sus estudios universitarios para mudarse a Maui (Hawái), donde fue descubierto por la actriz Rae Dawn Chong mientras trabajaba como camarero en un restaurante de Bubba Gump Shrimp Company.
Gracias a su carisma y sentido del humor, prosperó en la televisión durante la década del 2000 al aparecer en las series de drama Everwood y The O. C., pero destacó principalmente por su papel como Andy Dwyer en la comedia Parks and Recreation. Después de un drástico cambio de imagen, logró mayor reconocimiento a nivel mundial a mediados de la década del 2010 al interpretar a Peter Quill / Star-Lord en Guardianes de la Galaxia (2014), Guardianes de la Galaxia vol. 2 (2017) y Guardianes de la Galaxia vol. 3, películas que le valieron elogios por parte de la crítica. Por ello pasó a ser un personaje recurrente del Universo cinematográfico de Marvel y apareció en otros filmes como Avengers: Infinity War (2018), Avengers: Endgame (2019) y Thor: Love and Thunder (2022). Asimismo, protagonizó la película Jurassic World (2015) y sus secuelas El reino caído (2018) y Dominion (2022), que fueron éxitos en taquilla. Como actor de voz, participó en la cinta animada The Lego Movie (2014) y su secuela The Lego Movie 2: The Second Part (2019), así como en Onward (2020) y Super Mario Bros.: La película (2023).
Desde 2014, Pratt ha sido uno de los actores mejor pagados de la industria del cine y ha aparecido en tres años distintos en la lista Celebrity 100 de Forbes. Asimismo, la revista Time lo reconoció como una de las celebridades más influyentes en 2015 y se ha convertido en uno de los actores más taquilleros de la historia. También es un filántropo que ha apoyado a numerosas asociaciones benéficas en favor de las personas sin hogar y pacientes de diversas enfermedades. A lo largo de su carrera, ha ganado premios en los MTV Movie & TV Awards, los Saturn Awards y los Teen Choice Awards, además de haber obtenido su estrella en el Paseo de la fama de Hollywood por sus contribuciones e impacto en el cine. Por otra parte, Pratt tiene un hijo con la actriz Anna Faris, y desde 2019 está casado con la autora Katherine Schwarzenegger, con quien tiene tres hijos.

## Biografía

### 1979-1999: primeros años
Christopher Michael Pratt nació el 21 de junio de 1979 en la ciudad de Virginia, en el estado de Minnesota (Estados Unidos). Es el tercer hijo del matrimonio entre Daniel Clifton Pratt, un minero, y Kathleen Louise, una cajera. Posee ascendencia noruega por su madre y tiene un hermano mayor llamado Cully, así como una hermana mayor llamada Angie. Creció en Virginia hasta los siete años, cuando su familia se mudó a Lake Stevens, en el estado de Washington. Allí estudió en la Lake Stevens High School, donde aprendió a hablar alemán de forma fluida y destacó en el deporte de lucha. Durante ese tiempo, su familia perdió su casa por no poder pagar la hipoteca, por lo que debieron mudarse a un apartamento hasta su graduación de la secundaria. Posteriormente, tuvo que mudarse a un remolque, pero Pratt decidió compartir un apartamento con uno de sus amigos mientras decidía qué estudiar; una de sus ideas era unirse al ejército de Estados Unidos, pero desistió por consejo de su hermano. Estudió actuación en un colegio universitario local, pero lo abandonó a mitad de su primer semestre para mudarse a Maui (Hawái) luego de que uno de sus amigos le regalara un boleto de avión y una vez allí, trabajó como estríper, pintor, cocinero ambulante, revendedor, lavador de autos, podador de césped, entre otros. Durante este período, Pratt vivió sin hogar y pasaba sus días en una furgoneta trabajando solo lo necesario para pagarse las comidas diarias y el combustible del vehículo. Además de ello, sus padres se divorciaron luego de que su padre fuera diagnosticado con esclerosis múltiple.

### 2000-2013: inicios como actor

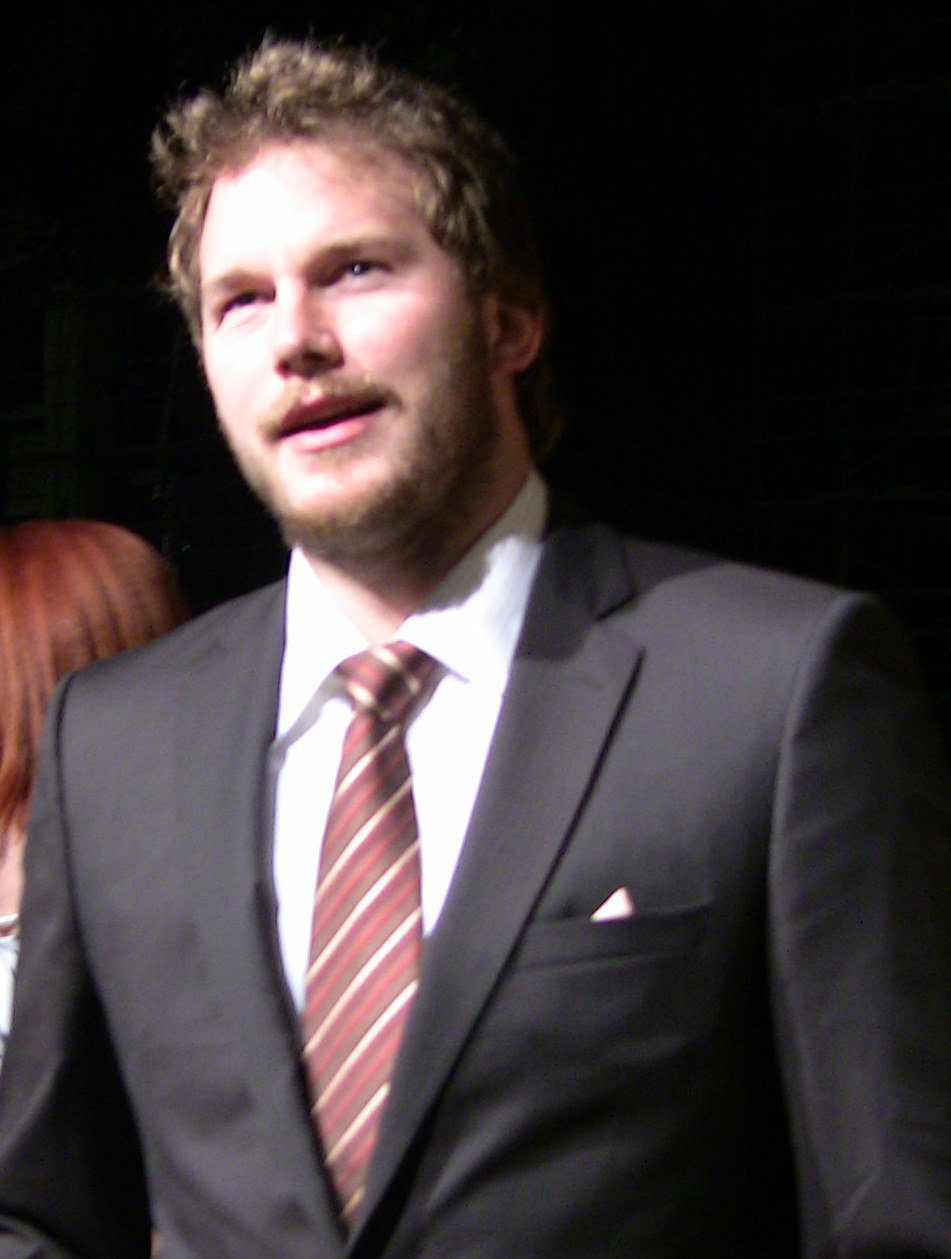
Pratt durante el estreno de Parks and Recreation en 2009.

Pratt consiguió trabajo como camarero en un restaurante de Bubba Gump Shrimp Company en Maui, donde fue descubierto por la actriz Rae Dawn Chong, quien le ofreció protagonizar un cortometraje al ver su atractivo físico y sentido del humor. Tras ello, vendió todas sus pertenencias para mudarse a Los Ángeles, lugar donde se llevaría a cabo el rodaje de Cursed Part 3, dirigido por la misma Chong. Tras culminar la producción, trabajó como mecánico en un taller y en un restaurante de Beverly Hills mientras buscaba otras oportunidades en Hollywood. Poco después, apareció en un episodio de The Huntress emitido en 2001 y posteriormente se incorporó al elenco principal de Everwood con el papel de Bright Abbott, un popular jugador de fútbol americano. La serie se emitió a través de The WB por cuatro temporadas desde 2002 hasta 2006, cuando fue cancelada debido al cierre del canal, que pasó a ser The CW. Durante los descansos de la serie, grabó el telefilme Path of Destruction para Syfy en 2005 y también apareció en la película Strangers with Candy (2005); según comentó en una entrevista con Stephen Colbert, debió gastar tres mil dólares para ir desde Los Ángeles hasta Nueva York, donde se rodó el largometraje.
Luego de la cancelación de Everwood, se incorporó al elenco de The O. C. en 2006 durante su cuarta temporada y apareció en nueve episodios como Che, un estudiante y activista de los derechos de los animales. Dicha serie también fue cancelada poco después a causa de los bajos índices de audiencia, por lo que el actor decidió enfocarse en el cine de manera momentánea y realizó un papel secundario en Wanted (2008) como el contador Barry y en Guerra de novias (2009) como el novio Fletcher Flemson. También protagonizó Deep in the Valley (2009) como el vendedor Lester Watts y después desempeñó un rol menor en Jennifer's Body (2009) como el policía Roman Duda. En 2009, ingresó al elenco principal de Parks and Recreation como Andy Dwyer, el torpe, pero adorable novio de una de las protagonistas. La serie generó buenos índices de audiencias y obtuvo críticas positivas; aunque inicialmente se tenía pensado que Pratt apareciera solo durante una temporada, los productores se sintieron atraídos por su personalidad y extendieron su permanencia.
En los descansos de temporada de Parks and Recreation, desarrolló papeles secundarios en distintas películas; en What's Your Number? (2011) representó a uno de los exnovios de la protagonista, en Diez años después (2011) al elocuente Cully, en Take Me Home Tonight (2011) a Kyle Masterson, en Eternamente comprometidos (2012) a Alex Eilhauer, en Movie 43 (2013) al novio Doug y en Delivery Man (2013) al abogado Brett. También participó en Moneyball (2011) donde interpretó al beisbolista de primera base Scott Hatteberg, en La noche más oscura (2012) al veterano de guerra Justin y en Her (2013) al supervisor Paul. Los tres largometrajes recibieron la aclamación crítica y fueron nominados consecutivamente al Óscar como mejor película. Por otra parte, debutó como actor de voz en 2010 con el personaje de Cooper Daniels en la serie animada Ben 10: Ultimate Alien y su respectivo videojuego Ben 10 Ultimate Alien: Cosmic Destruction.

### 2014-2019: reconocimiento internacional y éxitos en taquilla

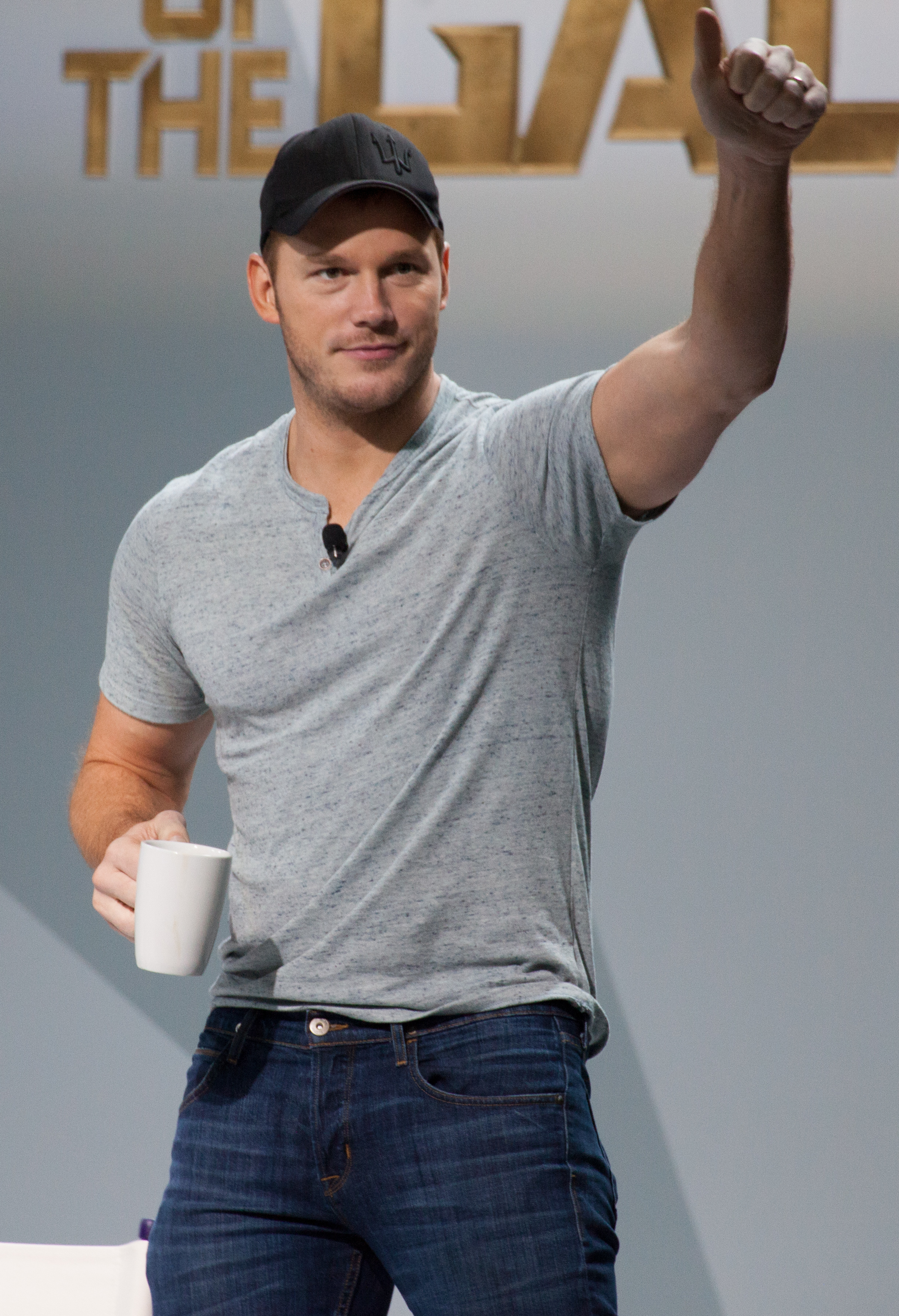
Pratt en julio de 2014.

En 2014, logró el reconocimiento a nivel mundial al protagonizar la película Guardianes de la Galaxia (2014) con el papel de Peter Quill / Star-Lord. El filme recibió elogios de la crítica por su humor y fue un éxito comercial tras recaudar 773 millones de dólares, además de convertirse en la cuarta película más taquillera de 2014. Dicha actuación le otorgó un premio como mejor actor en los Saturn Awards y mejor actor internacional en los Jupiter Awards, así como una nominación a los Critics' Choice como mejor actor de acción y cinco a los MTV Movie Awards en diversas categorías. Después de ello, dio voz al personaje de Emmet Brickowski en The Lego Movie (2014), que recibió la aclamación crítica y fue un éxito en taquilla con una recaudación de 468 millones de dólares. Igualmente, fue anfitrión del primer episodio de la temporada 40 de Saturday Night Live y obtuvo buenas críticas por su sentido del humor y capacidad de improvisación.
Su éxito en el cine continuó con su papel como el domador de velociraptores Owen Grady en la película Jurassic World (2015), que tuvo crítica favorables y se convirtió en la tercera película más taquillera de la historia para ese entonces tras lograr una recaudación de 1.6 mil millones de dólares. Pratt fue especialmente elogiado debido a su carisma y ganó un premio en los MTV Movie & TV Awards como mejor actuación de acción, así como una segunda nominación consecutiva en los Critics' Choice. Tras ello, participó como actor de voz en los videojuegos Lego Jurassic World y Lego Dimensions, en los que dio voz a sus personajes en Jurassic World y The Lego Movie. Después, formó parte del elenco de Los siete magníficos (2016) como el hábil Joshua Faraday, uno de los vaqueros reclutados para liberar a un pueblo. Si bien el reparto tuvo buenos comentarios, la respuesta crítica de la película en general fue moderada al igual que su rendimiento en taquilla, donde apenas logró recaudar 162 millones. También acompañó a Jennifer Lawrence en la cinta Passengers (2016) en el papel del mecánico Jim Preston, quien emprende un viaje espacial de varios años hacia otro mundo, pero despierta del sueño criogénico mucho antes de lo esperado. Su actuación y química con Lawrence fue elogiada por la crítica especializada, lo que le valió una nominación a los Saturn Awards como mejor actor, pero la película no cumplió con las expectativas en taquilla.

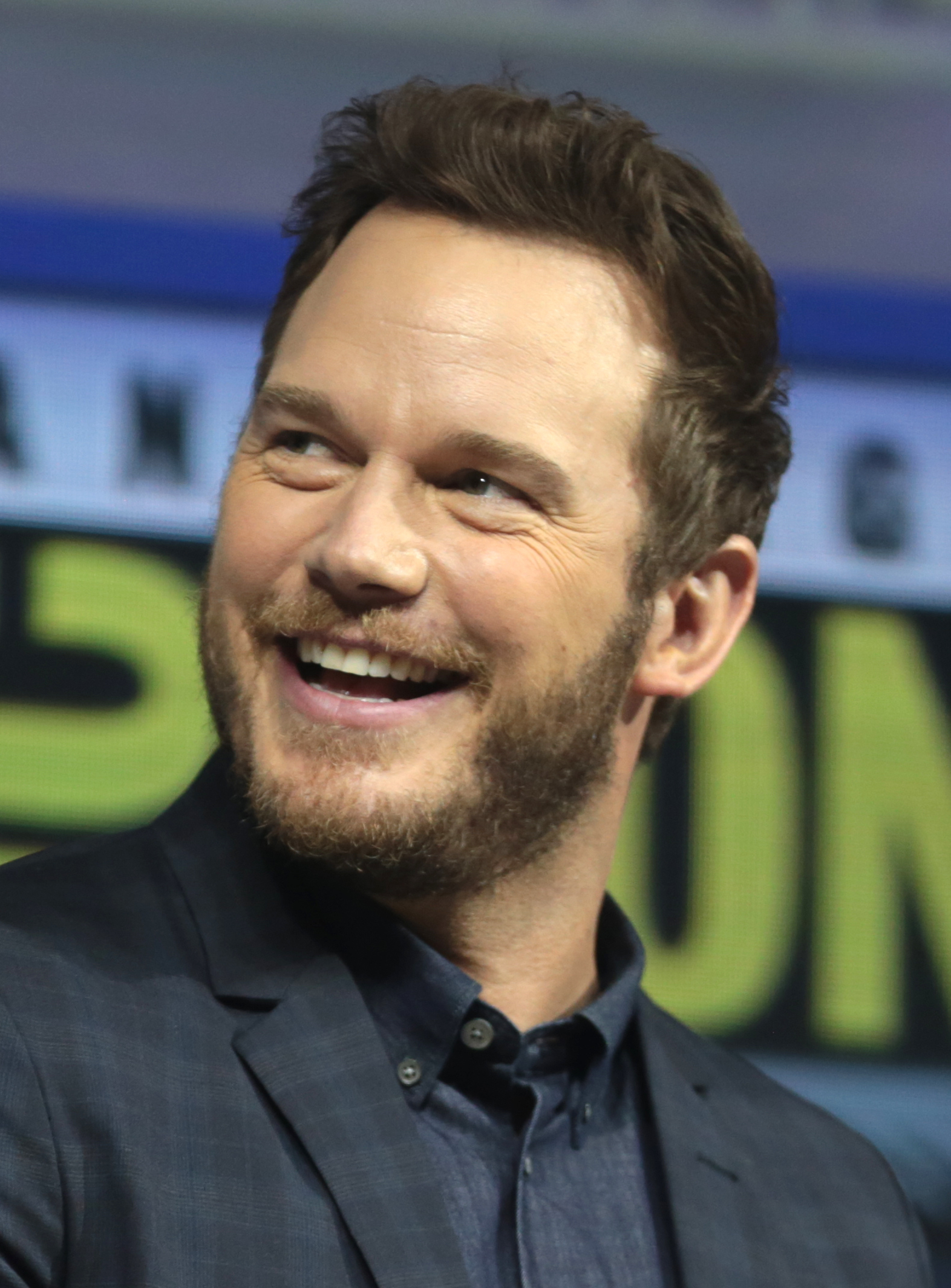
Pratt en la Comic-Con de 2018.

Pratt repitió su rol como Star-Lord en Guardianes de la Galaxia vol. 2 (2017), que igualmente obtuvo elogios de la crítica por su humor y secuencias de acción, además de superar a su antecesora en términos comerciales al recaudar 863 millones de dólares, que la convirtieron en la octava película más taquillera de 2017. Ello le otorgó un premio como mejor actor de cine de ciencia ficción en los Teen Choice Awards y solo dos semanas después del estreno de la película, obtuvo su estrella en el Paseo de la fama de Hollywood por sus contribuciones e impacto en el cine. Interpretó nuevamente a Star-Lord en Avengers: Infinity War (2018), que se convirtió en la película más taquillera de 2018 con una recaudación de 2 mil millones de dólares. También desempeñó nuevamente el papel de Owen Grady en Jurassic World: el reino caído (2018), que, aunque no logró la respuesta crítica de su antecesora, se convirtió en un éxito en taquilla con 1.3 mil millones de dólares recaudados a nivel mundial, con lo que fue la tercera película más exitosa del año. Con dicha actuación ganó su primer premio en los Kids' Choice Awards y el segundo en los Teen Choice Awards; fue igualmente reconocido por su impacto en la industria con el Premio de la Generación en los MTV Movie & TV Awards celebrados en 2018.
Interpretó por cuarta vez a Star-Lord en Avengers: Endgame (2019), que fue igualmente aclamada por la crítica y se convirtió en la segunda película más taquillera de la historia con 2.7 mil millones de dólares recaudados. También hizo nuevamente la voz del personaje de Emmet Brickowski, así como de Rex Dangervest, en The Lego Movie 2: The Second Part (2019), que tuvo una buena recepción crítica, pero un rendimiento en taquilla moderado comparado al de su antecesora, lo que provocó que las secuelas posteriores fuesen canceladas.

### 2020-presente: proyectos futuros
Pratt dio voz al personaje de Barley Lightfoot en la película Onward (2020), producida por Pixar y protagonizada en conjunto con Tom Holland. Aunque tuvo una buena recepción crítica, la película se vio enormemente afectada en la taquilla por la pandemia de COVID-19 y debió ser publicada en plataformas de streaming poco después de su lanzamiento en cines. Gracias a dicha actuación de voz, fue nominado a los Critics' Choice Super Awards de 2021, así como a los Kids' Choice Awards. Debutó como productor con el filme The Tomorrow War (2021), que además protagonizó en el papel de Dan Forester, un biólogo y antiguo miembro de las Fuerzas Especiales que viaja al futuro para librar una guerra contra alienígenas. Su actuación recibió comentarios favorables de la crítica a pesar de la mala recepción de la cinta en general.
El actor interpretó nuevamente a Owen Grady en Jurassic World: Dominion (2022), tercera y última entrega de la trilogía de Jurassic World. Si bien la cinta no tuvo una respuesta crítica positiva, continuó con el éxito comercial de la saga al recaudar más de mil millones de dólares en taquilla, que la convirtieron en la segunda cinta más taquillera de 2022. Posteriormente, volvió a interpretar a Star-Lord en Thor: Love and Thunder (2022). Y nuevamente da vida al personaje en Guardianes de la Galaxia vol. 3, en 2023. Protagonizó la serie de televisión The Terminal List, la cual está basada en el libro homónimo escrito por Jack Carr y sigue la historia de James Reece, un soldado de la Armada de los Estados Unidos que descubre una conspiración. Dio voz al personaje de Mario en Super Mario Bros.: La película (2023). Asimismo, dio voz a Garfield en The Garfield Movie (2024). También fue confirmado como protagonista de una adaptación cinematográfica de Cowboy Ninja Viking, cuya producción se ha detenido en numerosas ocasiones por falta de interés del estudio y problemas con su agenda.

## Imagen pública y labores humanitarias

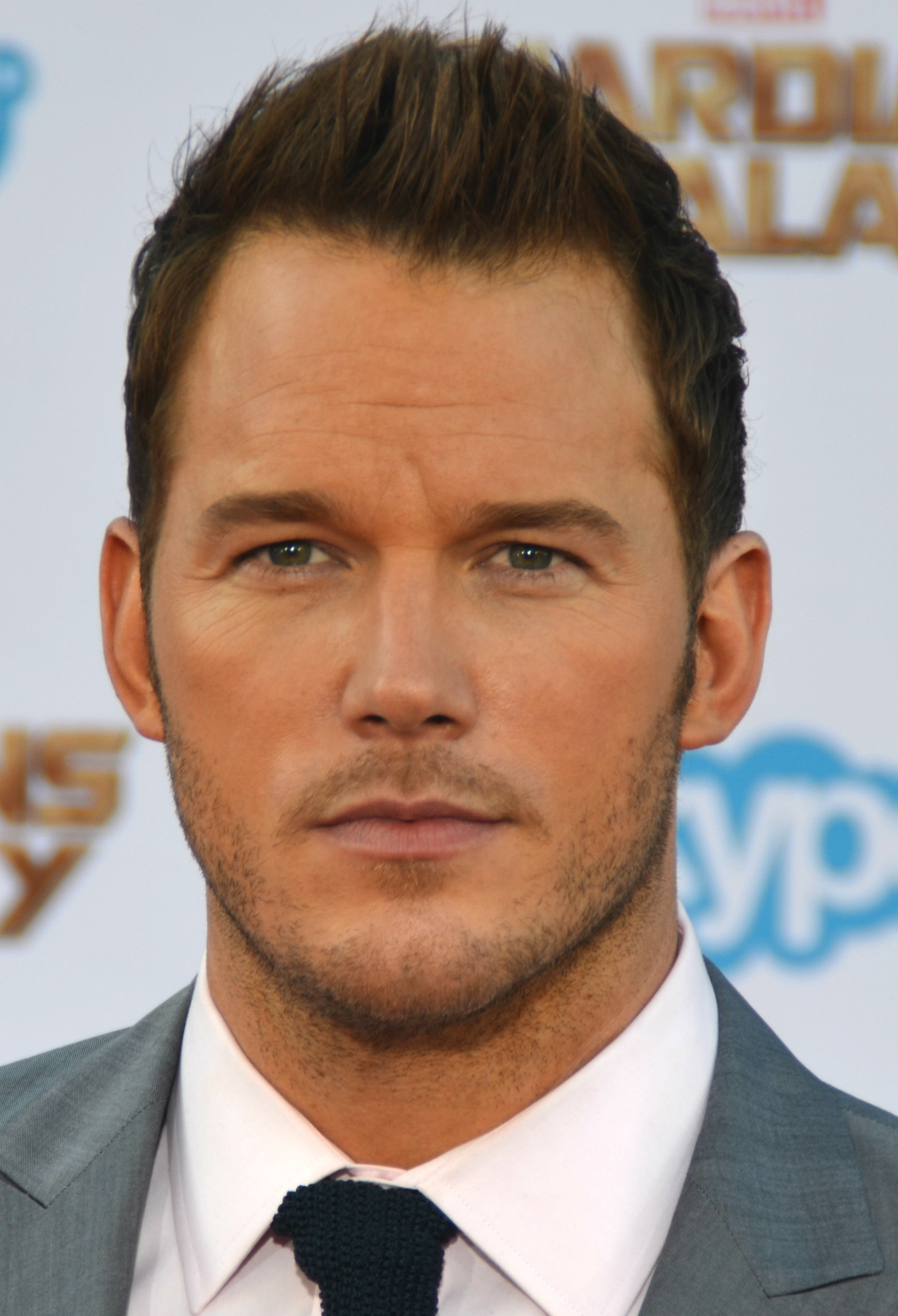
Pratt en 2014 durante el estreno de Guardianes de la Galaxia en Los Ángeles.

De acuerdo con varios especialistas, en los inicios de su carrera Pratt era visto como el personaje adorable que buscaba entretener a la audiencia con chistes y un sentido del humor exagerado, y en ocasiones torpe. Esta misma percepción llevó a que fuera rechazado de películas como Avatar (2009) y Star Trek (2009), pues requerían personajes más serios. No fue hasta luego de su participación en Guardianes de la Galaxia (2014) que comenzó a ser considerado por la industria como actor protagónico; a partir de entonces, empezó a ser percibido como el personaje que podía ejecutar escenas de acción y mantener un sentido del humor sutil. En sumatoria de todos sus papeles protagónicos en el cine, sus películas totalizan más de 10 mil millones de dólares recaudados solo en taquilla, lo que lo convierten en uno de los diez actores más taquilleros de la historia.
Tras perder peso comenzó a ser considerado como uno de los hombres más atractivos del cine y un símbolo sexual, algo que ha comentado que no es de su total agrado, ya que no quiere construir una carrera basada en su físico. En 2014, la revista People lo nombró el segundo hombre vivo más atractivo del año, mientras que la revista GQ lo nombró el hombre del año. Además, de acuerdo con Forbes, fue el trigésimo tercer actor mejor pagado de 2015 con ingresos de 13 millones de dólares. También fue el décimo sexto mejor pagado de 2016 con 26 millones y el décimo noveno de 2017 con 17 millones. La revista Time lo incluyó en su lista Time 100 de 2015 por ser una de las celebridades más influyentes del año.

### Controversias
Pratt fue objeto de controversia luego de que se le acusara de estar en contra de la comunidad LGBT por su asistencia a la Iglesia Hillsong, que ha sido criticada por presuntamente no aceptar a miembros de dicho colectivo y practicar terapia de reorientación sexual. El actor se defendió diciendo que no estaba de acuerdo con todas las prácticas de la iglesia y que, por el contrario, cualquier persona era aceptada en la comunidad. También fue criticado por defender al director James Gunn luego de que este fuese despedido por Marvel y Disney por publicar unos tuits con contenido racista, homofóbico y sexista. Pratt fue partícipe de una solicitud hacia Marvel y Disney de volver a contratar a Gunn que también firmaron Zoe Saldaña, Dave Bautista, Bradley Cooper, Vin Diesel y otros miembros del elenco de Guardianes de la Galaxia (2014). Igualmente ha causado controversia por no revelar públicamente a cuál partido político estadounidense apoya. Al respecto, comentó durante una entrevista con Men's Health: 

Siento que nos enfocamos mucho en asuntos que nos dividen, si eres rojo o azul, de izquierda o derecha. No todo es política. Realmente no me siento totalmente representado por ningún lado, pero sí puedo conectar con todos y con los problemas de la gente de ambos bandos. Considero que podría tomarme una cerveza con cualquier persona y encontrar algo en común.

A pesar de que no frecuenta debatir temas políticos, ha donado distintas sumas de dinero a las campañas de los candidatos demócratas Barack Obama, Barbara Boxer y Tulsi Gabbard. Durante la temporada de las elecciones presidenciales de Estados Unidos de 2020, su abstención a participar en debates y expresar públicamente su opinión fue señalada por algunos como un «acto irresponsable» debido a su condición como celebridad, especialmente luego de haber incentivado a varios de sus seguidores a votar por la película Onward (2020) en los People's Choice Awards. Esta controversia se intensificó luego de que no participara en un evento realizado por actores del Universo cinematográfico de Marvel para recaudar fondos al Partido Demócrata en apoyo a su candidato, Joe Biden, por lo que se asumió que apoyaba al Partido Republicano y a Donald Trump. Ante estas asunciones, se inició una cancelación al actor y se le tachó de ser un supremacista blanco y de ser «el peor Chris de Hollywood» en un debate donde se comparó su carrera con las de Chris Evans, Chris Hemsworth y Chris Pine. Celebridades como Robert Downey Jr. y Mark Ruffalo, quienes fueron partícipes en la realización del evento, se manifestaron a través de distintas redes sociales en defensa de Pratt describiéndolo como «alguien positivo y agradecido», y que era libre de pensar distinto y de no revelar su posición política si así lo deseaba. Josh Gad, Jeremy Renner, James Gunn y Zoe Saldaña también se manifestaron en su apoyo al describir las asunciones del público como «algo sin sentido».
Sus dos matrimonios también han sido objeto de debate. Por un lado, tras su divorcio con Anna Faris en 2017, varios medios especularon que se debió a un acto de adulterio y una actitud vanidosa por parte del actor luego de su drástica pérdida de peso y rápido ascenso a la fama. Por otra parte, su matrimonio con la autora Katherine Schwarzenegger también ha sido criticado y usado como evidencia de que Pratt apoya al Partido Republicano, ya que es la hija de Arnold Schwarzenegger, quien ofició como gobernador de California en representación de dicho partido.

### Filantropía
Pratt ha apoyado a distintas organizaciones y centros de ayuda humanitaria. En 2014, participó en el Ice Bucket Challenge, una campaña publicitaria solidaria con los enfermos de esclerosis lateral amiotrófica. En abril de 2015, ayudó a recaudar 92 mil dólares para una operación de un niño de doce años con un tumor cerebral. En septiembre de ese mismo año, él y su entonces esposa Anna Faris donaron un millón de dólares a la fundación March of Dimes para proveer gafas a niños con escasos recursos. También fueron voluntarios en la unidad neonatal del Centro Médico Cedars-Sinai de la ciudad de Los Ángeles. Ese mismo mes donó 10 000 dólares al Carrick Brain Center, una institución dedicada a atender a soldados del ejército de Estados Unidos con síndrome postraumático. A lo largo del año también visitó numerosos hospitales con pacientes de enfermedades como el cáncer. En diciembre de 2016, donó 500 000 dólares para la construcción del Dan Pratt Memorial Teen Center, un centro de apoyo para jóvenes de escasos recursos en su ciudad de crianza, Lake Stevens (Washington). El recinto fue nombrado en honor al padre del actor, que falleció en 2014 a causa de esclerosis múltiple mientras Pratt filmaba Jurassic World (2015). En noviembre de 2019, ayudó a recaudar 15 000 dólares que fueron donados a la Brain Treatment Foundation, una fundación que apoya a veteranos estadounidenses con daño cerebral.
En abril de 2020, se unió al All in Challenge junto con diferentes celebridades para recaudar 100 millones de dólares que fueron donados a distintos bancos de alimentos en Estados Unidos para proveer comida a los más afectados por la pandemia de COVID-19. En diciembre del mismo año, donó 10 000 dólares a la campaña Feed Thy Neighbor, que ofrece alimentos a niños de bajos recursos en Estados Unidos, e incentivó a sus seguidores a través de Instagram y Facebook a apoyar a la iniciativa. Ese mismo mes, ganó la Superhero Fantasy Football League, un evento caritativo realizado por los Hermanos Russo donde compitieron otros actores como Robert Downey Jr., Chris Evans, Chris Hemsworth, Tom Holland y Ryan Reynolds. El premio de 190 mil dólares fue donado por decisión del actor a Special Olympics Washington, una organización sin fines de lucro que forma a los atletas de Washington para los Juegos Paralímpicos. Trabajó con Greater Good Charities durante todo el 2020 y consiguió recaudar 650 000 dólares que fueron donados a más de veinte organizaciones sin fines de lucro, entre estas el Banco de Alimentos de Edmonds, que recibió 10 000. En febrero de 2021, donó 20 000 dólares al banco de alimentos del País bajo de Carolina del Sur.

## Vida personal

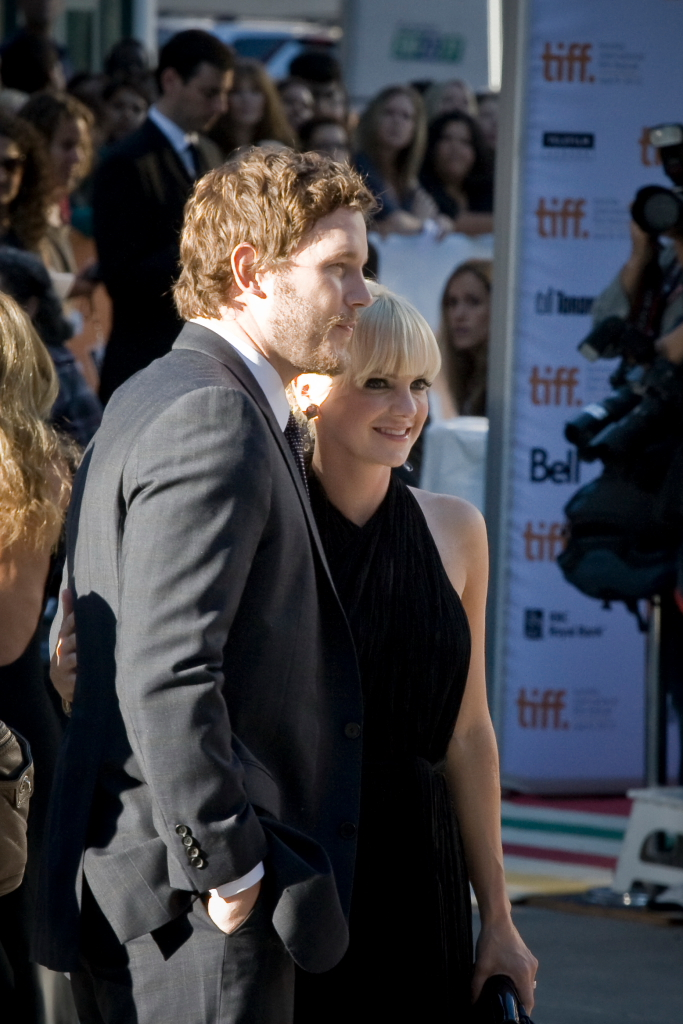
Pratt y Anna Faris en el Festival Internacional de Cine de Toronto de 2011.

Pratt mantuvo una relación con la actriz Emily VanCamp entre 2004 y 2006 tras coincidir con ella en la serie Everwood. A mediados de 2007 comenzó a salir con Anna Faris, luego de haberse conocido en el rodaje de su película Take Me Home Tonight (2011). Se comprometieron en diciembre de 2008 y se casaron el 9 de julio de 2009 en Bali (Indonesia). La pareja residió en el vecindario de Hollywood Hills, en la ciudad de Los Ángeles. En agosto de 2012, nació su hijo Jack, con nueve semanas de anticipo y pesando menos de dos kilogramos. El actor afirma que este suceso fue el que le hizo creer completamente en Dios, pues cree que sin las oraciones, su hijo no habría sobrevivido. La pareja se separó en agosto de 2017. Casi un año después, en junio de 2018, comenzó a salir con la autora Katherine Schwarzenegger, con quien se comprometió en enero de 2019 y se casó el 8 de junio de ese mismo año en Montecito. En agosto de 2020, tuvieron a su primera hija, Lyla. En mayo de 2022, nació su segunda hija, Eloise, seguida por un tercero hijo en noviembre de 2024 llamado Ford.
Desde los inicios de su carrera fue muy inseguro debido a su sobrepeso, algo que se agravó luego de haber audicionado para la película G.I. Joe: The Rise of Cobra (2009), en la que el director Stephen Sommers se burló de él por haber intentado audicionar sin cumplir con las exigencias físicas del personaje principal, pues pesaba 134 kilogramos al momento de la audición. Esta inseguridad lo llevó a casi rechazar el papel protagónico en Guardianes de la Galaxia (2014), ya que no creyó ser capaz de cumplir con los requisitos para las escenas de acción y pensó que era «muy gordo para interpretar a un superhéroe». Sin embargo, en lugar de desechar la oportunidad, se sometió a una estricta dieta y rutina de ejercicios y perdió 32 kilos para poder realizar el papel.
Aunque criado bajo el luteranismo, Pratt se unió a la organización Judíos para Jesús hasta que finalmente se declaró como cristiano no denominacional. Asiste a la Iglesia Hillsong y ha asegurado que, aunque es fiel creyente de Dios, la religión no define sus valores y está en contra de varias partes de la Biblia, como la penitencia del divorcio y las personas LGBT. En febrero de 2020, fundó su propia compañía productora llamada Indivisible Productions, cuyo nombre se inspiró en el Juramento de Lealtad.

## Filmografía
| Año  | Título                            | Papel                             | Notas             |
| ---- | --------------------------------- | --------------------------------- | ----------------- |
| 2000 | Cursed Part 3                     | Devon                             | Cortometraje      |
| 2003 | The Extreme Team                  | Keenan                            |                   |
| 2005 | Strangers with Candy              | Brason                            |                   |
| 2007 | Walk the Talk                     | Cam                               |                   |
| 2008 | Wieners                           | Bobby                             |                   |
| 2008 | Wanted                            | Barry                             |                   |
| 2009 | Guerra de novias                  | Fletcher Flemson                  |                   |
| 2009 | Deep in the Valley                | Lester Watts                      |                   |
| 2009 | Jennifer's Body                   | Oficial Roman Duda                |                   |
| 2009 | The Multi-Hyphenate               | Chris                             | Cortometraje      |
| 2011 | Moneyball                         | Scott Hatteberg                   |                   |
| 2011 | Diez años después                 | Cully                             |                   |
| 2011 | Take Me Home Tonight              | Kyle Masterson                    |                   |
| 2011 | What's Your Number?               | El asqueroso Donald               |                   |
| 2012 | Eternamente comprometidos         | Alex Eilhauer                     |                   |
| 2012 | La noche más oscura               | Justin                            |                   |
| 2013 | Her                               | Paul                              |                   |
| 2013 | Delivery Man                      | Brett                             |                   |
| 2013 | Movie 43                          | Doug                              |                   |
| 2013 | Mr. Payback                       | Darren                            | Cortometraje      |
| 2014 | Guardianes de la Galaxia          | Peter Quill / Star-Lord           |                   |
| 2014 | The Lego Movie                    | Emmet Brickowski                  | Voz               |
| 2015 | Jurassic World                    | Owen Grady                        |                   |
| 2015 | Jem y los Hologramas              | Él mismo                          | Cameo             |
| 2016 | Los siete magníficos              | Joshua Faraday                    |                   |
| 2016 | Passengers                        | Jim Preston                       |                   |
| 2017 | Guardianes de la Galaxia vol. 2   | Peter Quill / Star-Lord           |                   |
| 2018 | Avengers: Infinity War            | Peter Quill / Star-Lord           |                   |
| 2018 | Jurassic World: el reino caído    | Owen Grady                        |                   |
| 2019 | The Lego Movie 2: The Second Part | Emmet Brickowski / Rex Dangervest | Voz               |
| 2019 | The Kid                           | Grant Cutler                      |                   |
| 2019 | Avengers: Endgame                 | Peter Quill / Star-Lord           |                   |
| 2020 | Onward                            | Barley Lightfoot                  | Voz               |
| 2021 | La guerra del mañana              | Dan Forester                      | También productor |
| 2022 | Thor: Love and Thunder            | Peter Quill / Star-Lord           |                   |
| 2022 | Jurassic World: Dominion          | Owen Grady                        |                   |
| 2023 | Super Mario Bros.: La película    | Mario                             | Voz               |
| 2023 | Guardianes de la Galaxia vol. 3   | Peter Quill / Star-Lord           |                   |
| 2024 | The Garfield Movie                | Garfield                          |                   |
| 2025 | Estado eléctrico                  | Keats                             |                   |

| Año       | Título                                       | Papel                   | Notas                                       |
| --------- | -------------------------------------------- | ----------------------- | ------------------------------------------- |
| 2001      | The Huntress                                 | Nick Owens              | Episodio «Who Are You?»                     |
| 2002-2006 | Everwood                                     | Bright Abbott           | Elenco principal (89 episodios)             |
| 2005      | Path of Destruction                          | Nathan McCain           | Telefilme                                   |
| 2006-2007 | The O. C.                                    | Che                     | Recurrente (9 episodios)                    |
| 2008      | The Batman                                   | Jake                    | Voz; episodio «Attack of the Terrible Trio» |
| 2009-2015 | Parks and Recreation                         | Andy Dwyer              | Elenco principal (117 episodios)            |
| 2010      | Ben 10: Ultimate Alien                       | Cooper Daniels          | Voz; 2 episodios                            |
| 2014      | Saturday Night Live                          | Anfitrión               | Episodio «Chris Pratt/Ariana Grande»        |
| 2017      | Mom                                          | Nick Banaszak           | Episodio «Good Karma and the Big Weird»     |
| 2022      | The Terminal List                            | James Reece             | Elenco principal                            |
| 2022      | The Guardians of the Galaxy Holiday Special  | Peter Quill / Star-Lord | Especial para televisión                    |
| 2024      | Fighting Spirit: A Combat Chaplain's Journey | -                       | Documental                                  |

| Año  | Título                                    | Papel          | Notas |
| ---- | ----------------------------------------- | -------------- | ----- |
| 2010 | Ben 10 Ultimate Alien: Cosmic Destruction | Cooper Daniels | Voz   |
| 2012 | Kinect Star Wars                          | Obi-Wan Kenobi | Voz   |
| 2015 | Lego Jurassic World                       | Owen Grady     | Voz   |
| 2015 | Lego Dimensions                           | Owen Grady     | Voz   |

## Premios y nominaciones
| Año  | Premiación                                     | Nominado por                      | Categoría                                      | Resultado | Ref.    |
| ---- | ---------------------------------------------- | --------------------------------- | ---------------------------------------------- | --------- | ------- |
| 2004 | Teen Choice Awards                             | Everwood                          | Mejor Compañero de Televisión                  | Nominado  | [ 133 ] |
| 2005 | Teen Choice Awards                             | Everwood                          | Mejor Compañero de Televisión                  | Nominado  | [ 134 ] |
| 2012 | Washington D. C. Area Film Critics Association | La noche más oscura               | Mejor Elenco                                   | Nominado  | [ 135 ] |
| 2013 | Critics' Choice Awards                         | Parks and Recreation              | Mejor Actor de Reparto en Comedia              | Nominado  | [ 136 ] |
| 2014 | Teen Choice Awards                             | The Lego Movie                    | Mejor Voz Animada en Película                  | Nominado  | [ 137 ] |
| 2014 | CinemaCon Awards                               | Guardianes de la Galaxia          | Actor Revelación del Año                       | Ganador   | [ 138 ] |
| 2014 | Young Hollywood Awards                         | Guardianes de la Galaxia          | Mejor Superhéroe                               | Nominado  | [ 139 ] |
| 2014 | Detroit Film Critics Society                   | Guardianes de la Galaxia          | Mejor Elenco                                   | Ganador   | [ 140 ] |
| 2014 | Detroit Film Critics Society                   | Guardianes de la Galaxia          | Actor Revelación                               | Nominado  | [ 140 ] |
| 2015 | Critics' Choice Awards                         | Guardianes de la Galaxia          | Mejor Actor de Acción                          | Nominado  | [ 141 ] |
| 2015 | MTV Movie Awards                               | Guardianes de la Galaxia          | Mejor Actor                                    | Nominado  | [ 34 ]  |
| 2015 | MTV Movie Awards                               | Guardianes de la Galaxia          | Mejor Actuación sin Camisa                     | Nominado  | [ 34 ]  |
| 2015 | MTV Movie Awards                               | Guardianes de la Galaxia          | Mejor Momento Musical                          | Nominado  | [ 34 ]  |
| 2015 | MTV Movie Awards                               | Guardianes de la Galaxia          | Mejor Actuación de Comedia                     | Nominado  | [ 34 ]  |
| 2015 | MTV Movie Awards                               | Guardianes de la Galaxia          | Mejor Héroe                                    | Nominado  | [ 34 ]  |
| 2015 | Jupiter Awards                                 | Guardianes de la Galaxia          | Mejor Actor Internacional                      | Ganador   | [ 32 ]  |
| 2015 | Kids' Choice Awards                            | Guardianes de la Galaxia          | Actor de Acción Favorito                       | Nominado  | [ 142 ] |
| 2015 | Saturn Awards                                  | Guardianes de la Galaxia          | Mejor Actor                                    | Ganador   | [ 31 ]  |
| 2015 | Shorty Awards                                  | Guardianes de la Galaxia          | Mejor Actor                                    | Ganador   | [ 143 ] |
| 2015 | Teen Choice Awards                             | Jurassic World                    | Mejor Actor de Cine del Verano                 | Nominado  | [ 144 ] |
| 2016 | People's Choice Awards                         | Jurassic World                    | Actor de Cine Favorito                         | Nominado  | [ 145 ] |
| 2016 | People's Choice Awards                         | Jurassic World                    | Actor de Acción Favorito                       | Nominado  | [ 145 ] |
| 2016 | Critics' Choice Awards                         | Jurassic World                    | Mejor Actor de Acción                          | Nominado  | [ 33 ]  |
| 2016 | Kids' Choice Awards                            | Jurassic World                    | Actor de Cine Favorito                         | Nominado  | [ 146 ] |
| 2016 | MTV Movie Awards                               | Jurassic World                    | Mejor Actor                                    | Nominado  | [ 44 ]  |
| 2016 | MTV Movie Awards                               | Jurassic World                    | Mejor Actuación de Acción                      | Ganador   | [ 44 ]  |
| 2016 | Teen Choice Awards                             | Los siete magníficos              | Actuación más Anticipada                       | Nominado  | [ 147 ] |
| 2017 | Saturn Awards                                  | Passengers                        | Mejor Actor                                    | Nominado  | [ 148 ] |
| 2017 | Teen Choice Awards                             | Guardianes de la Galaxia vol. 2   | Mejor Actor de Cine de Ciencia Ficción         | Ganador   | [ 50 ]  |
| 2017 | Teen Choice Awards                             | Guardianes de la Galaxia vol. 2   | Mejor Relación (compartido con Zoe Saldaña)    | Nominado  | [ 50 ]  |
| 2018 | Kids' Choice Awards                            | Guardianes de la Galaxia vol. 2   | Actor de Cine Favorito                         | Nominado  | [ 149 ] |
| 2018 | MTV Movie & TV Awards                          | Guardianes de la Galaxia vol. 2   | Premio de la Generación                        | Ganador   | [ 58 ]  |
| 2018 | Teen Choice Awards                             | Avengers: Infinity War            | Mejor Beso (compartido con Zoe Saldaña)        | Nominado  | [ 150 ] |
| 2018 | Teen Choice Awards                             | Jurassic World: el reino caído    | Mejor Actor de Cine del verano                 | Ganador   | [ 150 ] |
| 2018 | People's Choice Awards                         | Jurassic World: el reino caído    | Estrella de Cine del 2018                      | Nominado  | [ 151 ] |
| 2018 | People's Choice Awards                         | Jurassic World: el reino caído    | Estrella de Cine de Acción de 2018             | Nominado  | [ 151 ] |
| 2019 | Kids' Choice Awards                            | Jurassic World: el reino caído    | Patea Traseros Favorito                        | Ganador   | [ 152 ] |
| 2019 | People's Choice Awards                         | The Lego Movie 2: The Second Part | Estrella de Cine Animada del 2019              | Nominado  | [ 153 ] |
| 2020 | Kids Choice Awards                             | The Lego Movie 2: The Second Part | Actor de Voz Favorito en Película Animada      | Nominado  | [ 154 ] |
| 2021 | Critics' Choice Super Awards                   | Onward                            | Mejor Actor de Voz en una Película Animada     | Nominado  | [ 155 ] |
| 2021 | Kids' Choice Awards                            | Onward                            | Voz Favorita en Película Animada               | Nominado  | [ 156 ] |
| 2021 | People's Choice Awards                         | The Tomorrow War                  | Actor de Cine de 2021                          | Nominado  | [ 157 ] |
| 2021 | People's Choice Awards                         | The Tomorrow War                  | Estrella de Cine de Acción de 2021             | Nominado  | [ 157 ] |
| 2022 | People's Choice Awards                         | Jurassic World: Dominion          | Actor de Cine de 2022                          | Nominado  | [ 158 ] |
| 2022 | People's Choice Awards                         | Jurassic World: Dominion          | Estrella de Cine de Acción de 2022             | Nominado  | [ 158 ] |
| 2023 | Kids' Choice Awards                            | Jurassic World: Dominion          | Actor de Cine Favorito                         | Nominado  | [ 159 ] |
| 2024 | Saturn Awards                                  | Guardians of the Galaxy Vol. 3    | Mejor actor en una película                    | Nominado  | [ 160 ] |
| 2024 | People's Choice Awards                         | Guardians of the Galaxy Vol. 3    | La estrella de cine masculina del año          | Nominado  | [ 161 ] |
| 2024 | People's Choice Awards                         | Guardians of the Galaxy Vol. 3    | La estrella de cine de acción del año          | Nominado  | [ 161 ] |
| 2024 | Kids' Choice Awards                            | Guardians of the Galaxy Vol. 3    | Actor de cine favorito                         | Nominado  | [ 162 ] |
| 2024 | Kids' Choice Awards                            | The Super Mario Bros. Movie       | Voz masculina favorita de una película animada | Nominado  | [ 162 ] |
| 2025 | Kids' Choice Awards                            | Estado eléctrico                  | Actor de cine favorito                         | Nominado  | [ 163 ] |